# Schistissa uniformis
Schistissa uniformis är en fjärilsart som beskrevs av Aurivillius 1902. Schistissa uniformis ingår i släktet Schistissa och familjen Eupterotidae. Inga underarter finns listade.